# Fulvio Follegot
Fulvio Follegot (Gaiarine, 23 novembre 1953 – 30 luglio 2015) è stato un politico italiano.

## Biografia
Fulvio Follegot è laureato in giurisprudenza, coniugato con Lorella e padre di due figli, Valentina e Andrea.
Interessato fin da giovane alla politica, si iscrive alla Democrazia Cristiana e negli anni 1985-1988 ha ricoperto la carica di assessore e Sindaco del Comune di Gaiarine (Treviso).
Nel 1998 è stato eletto Consigliere regionale della IX legislatura nel Consiglio Regionale della Regione Autonoma Friuli Venezia Giulia nelle file della Lega Nord nella circoscrizione di Pordenone, carica per la quale è stato riconfermato il 10 giugno 2003 entrando, quindi, a far parte della X legislatura.
Dal 2003 al 2005 è stato commissario regionale del Friuli Venezia Giulia per la Lega Nord.
Alla fine del suo secondo mandato, Follegot è stato candidato, per lo stesso partito, alle elezioni politiche del 2008 dove viene eletto deputato della XVI legislatura della Repubblica Italiana nella circoscrizione Circoscrizione Friuli Venezia Giulia per la Lega Nord. In qualità di Deputato è stato membro e vicepresidente della Commissione Giustizia della Camera, membro della Giunta per le Autorizzazioni a procedere e membro del Comitato parlamentare per i procedimenti d'accusa.
Dal 31 maggio 2010 ricopre la carica di Consigliere comunale, sempre per la Lega Nord, nel Consiglio Comunale del Comune di Caneva (PN).
Alle elezioni politiche del 2013 viene candidato come capolista al Senato in Friuli Venezia Giulia, ma non viene eletto.
È scomparso nel 2015 all'età di 61 anni a seguito di una grave malattia.